# Rovnoběžky
Rovnoběžky jsou v matematice dvě přímky ležící v téže rovině, které se v Euklidovské geometrii nikde neprotínají.
Rovnoběžky jsou takové dvě přímky, které mají stejný směr, ale neprotínají se v žádném bodě. I v případě prostorových přímek lze rovnoběžkami proložit rovinu.

## Definice
Jsou-li p a q dvě přímky, pak jsou rovnoběžné právě tehdy, když platí:
{\displaystyle \forall x\in p\;:\left|xq\right|=C}, kde {\displaystyle C\in \mathbb {R} _{0}^{+}}
Konstanta C značí vzdálenost obou přímek. Je-li C = 0, přímky splývají.
Rovnoběžnost dvou přímek {\displaystyle p} a {\displaystyle q} bývá zapisována jako {\displaystyle p\|q}.

## Vlastnosti
Přímku různoběžnou s rovnoběžkami {\displaystyle p,q} označujeme jako příčku rovnoběžek {\displaystyle p,q}.